# Harry Viljoen
Harry Johan Viljoen (Johannesburgo, fecha desconocida de 1959) es un millonario, exrugbista y exentrenador sudafricano, que se desempeñaba como medio scrum. Fue director técnico de los Springboks en los años 2000.

## Biografía
Desarrolló prácticamente toda su carrera con los Golden Lions (de 1977 a 1989) y jugó un tiempo en los Chicago Lions mientras vivió en los Estados Unidos. Representó a los Baby Boks en 1976 y 1977, formando junto a la leyenda Danie Gerber.
Estudió en la Universidad de Sudáfrica y se recibió de agente de bolsa. En 1988 fundó The Harry Viljoen Group, una correduría de seguros. Posteriormente, este negocio se trasladó al campo de la consultoría de inversiones. En 1999 fundó otra empresa de gestión de capital, Edge Investments.

## Carrera
Al retirarse como jugador, inició como entrenador en 1990 y dirigió al segundo equipo de los Golden Lions, bajo la supervisión de Kitch Christie (técnico del primer equipo). Aquí formó a los jóvenes Pieter Hendriks, Ian MacDonald, Francois Pienaar y James Small, todos ellos luego fueron Springboks.
En 1993 asumió en los Natal Sharks, en 1996 se convirtió en profesional junto con el rugby y ganó la Currie Cup dos veces, en 1995 y 1996. También logró el subcampeonato en el primer Súper Rugby y cayó en semifinales en 1997, ambas contra los Blues neozelandeses.
En 1998 fue contratado por la Western Province y con ella ganó la temporada 2000, su tercer y última Currie Cup.

### Springboks
Al finalizar el Torneo de las Tres Naciones 2000 la SARU despidió a Nick Mallett y eligió a Viljoen como nuevo entrenador de Sudáfrica. Debutó en las pruebas de fin de año 2000, donde tuvo como asistente a Allister Coetzee, los Springboks vencieron a Argentina, los Dragones rojos e Irlanda, y fueron derrotados por la Rosa.
En las pruebas de mitad de año 2001 consiguió triunfos ante Les Bleus, Inglaterra e Italia. El Torneo de las Tres Naciones 2001 fue un desastre, con una victoria (ante Australia de local), dos caídas (frente a los All Blacks) y un agónico empate. Las pruebas de fin de año 2001 fueron su última responsabilidad; perdió contra Francia y la Rosa, y ganaron a Italia y los Estados Unidos.
Debido a los malos resultados, renunció en enero de 2002 argumentando «demasiada presión» y se retiró como técnico. En total dirigió en once pruebas, obteniendo cinco victorias y seis derrotas, para una pobre efectividad del 45 %.
| Predecesor: Nick Mallett | Entrenador de Sudáfrica 2000 − 2002 | Sucesor: Rudolf Straeuli |